# フェリックス・ビュオ
フェリックス・ビュオ（Félix Hilaire Buhot、1847年7月9日 - 1898年4月26日）は19世紀のフランスを代表する版画家の一人である。

## 略歴
フランス北部のマンシュ県ヴァローニュ（Valognes）に生まれた。1865年にパリに出て、翌年から、パリ国立高等美術学校（エコール・デ・ボザール）で学んだ。1870年代になって版画を学び、すぐに版画家として成功した。
シャルル・ジャック、ルイ・モンジエ、フェリックス・ブラックモンらともに19世紀後半に、17世紀の版画技術を復興した。ビュオは実験的な試みを多く行い、1つの作品に異なる版画技法を組み合わせるなどの試み（"symphoniques"と称した）も行った。パリの町並みなどを題材とした。海岸の風景なども描いた。1875年から1886年の間、サロン・ド・パリに毎年、出展した。人気小説作家、ジュール・バルベー・ドールヴィイの著作の挿絵も描いた。

## 作品

### 油絵
- "Le Poète et la mer"
- "Morsalines" (1883)
- "Le Vieux cheval"(1881)

### 版画
- "Convoi Funèbre au Boulevard de Clichy" (1887)
- ジュール・バルベー・ドールヴィイの著作の挿絵
- " hotel Dorleans Valognes"
- 「雨と傘」 (ca. 1872-1891)、エッチング、ドライポイントなどの併用